# Boscs montans del sud-oest d'Aràbia
Els boscs montans del sud-oest d'Aràbia o els boscs d'alta muntanya del sud-oest d'Aràbia és una ecoregió de l'ecozona afrotropical, definida per WWF, que s'estén per les muntanyes de l'oest del Iemen i el sud-oest d'Aràbia Saudita.

## Descripció
És una ecoregió de matoll xeròfil montà que ocupa 86.900 quilòmetres quadrats per sobre dels 2.000 msnm en les muntanyes Asir del sud-oest d'Aràbia Saudita i en les muntanyes de l'oest del Iemen. Per sota dels 2.000 metres limita amb la sabana de contraforts del sud-oest d'Aràbia.

## Flora
La diversitat florística és molt elevada, amb més de 2.000 espècies catalogades. La flora varia amb l'altitud. Entre els 2.000 i els 2.500 metres predomina la coberta arbrada alta i el matoll sempreverds, on abunden l'olivera silvestre Olea chrysophylla i l'asteràcia Tarchonanthus camphoratus. Per sobre dels 2.500 metres, al vessant nord, més humida, es troben boscos ennuvolats, formats per grans arbustos i petits arbres, principalment la savina Juniperus procera i Euryops arabicus, coberts pel liquen Usnea articulata; en el vessant sud, més sec, és comú la garriga formada per arbustos nans: l'esbarzer Rubus petitianus, el roser Rosa abyssinica, Alchemilla crytantha, Senecio spp., la flor de paper Helichrysum abyssinicum, l'àloe Aloe Sabae i Euphorbia ssp.

## Fauna
S'han catalogat 34 espècies de mamífers, 245 d'aus, 41 de rèptils i 7 d'amfibis. El lleopard àrab (Lleopard d'Aràbia) i el llop àrab (Canis lupus ssp. arabs) són dues subespècies en perill crític d'extinció. També cal citar el papió sagrat (Papio hamadryas), el caracal (Caracal caracal ssp. schmitzi), el damà roquer del Cap (Procavia capensis) i la hiena ratllada (Hyaena hyaena).